# Grönkulla (växt)
För andra betydelser, se Grönkulla.
Grönkulla (Dactylorhiza viridis) (tidigare "Coeloglossum viride") även kallad grönyxne, är en art i växtfamiljen orkidéer.